# Viroïde
Ne doit pas être confondu avec Virusoïde.

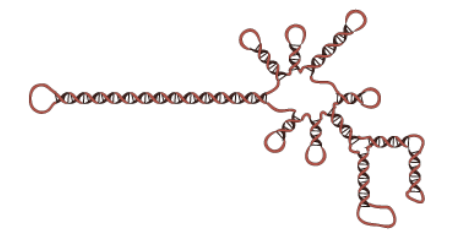
Viroïde Avsunviroidae.

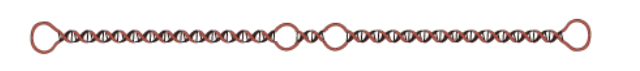
Viroïde Pospiviroidae.

Un viroïde est une particule virale simple, composée d'un seul ARN circulaire sans capside, qu'on différencie des virus acapsidés car sa séquence n'encode aucune protéine. Il appartient cependant aux virus car il se fait répliquer en infectant une cellule hôte, tout en ayant des effets pathogènes comparables à ceux des virus encodant des protéines.
Plus petites que les virus (environ 50 nm de long), ces particules ont été découvertes en 1971 par le spécialiste américain des maladies végétales Theodor Otto Diener en recherchant l’agent causal de la maladie des tubercules fusiformes de la pomme de terre. La preuve de leur nature infectieuse n’a été obtenue qu’en 1972, lorsque des infections expérimentales purent être réalisées.

## Caractéristiques des viroïdes

### Définition

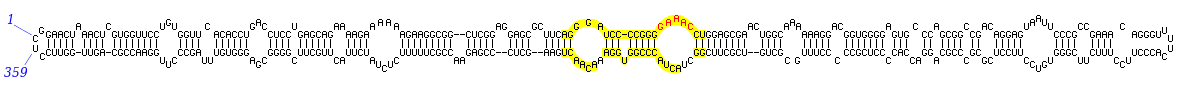
Structure secondaire supposée du viroïde PSTVd (potato spindle tuber viroid).

Les viroïdes infectent l'intérieur des cellules en tant que particules d'ARN uniquement, sans capside ni enveloppe. Ils n'ont qu'un seul ARN circulaire qui contient très peu de nucléotides (250 à 400), leur génome s’organise en bâtonnet (génome à 70 % apparié) mais la séquence nucléotidique ne code aucune protéine. Contrairement au virus dont l'ARN peut être copié dans le cytoplasme ou le noyau, l'ARN des viroïdes est copié dans le noyau ou dans les chloroplastes, selon la famille. Cette réplication se fait grâce aux enzymes de la cellule hôte comme les ARN polymérases.
Contrairement aux agents subviraux comme les acides nucléiques satellites ou les virusoïdes, ils se répliquent de manière autonome et ne dépendent pas de la coinfection avec un virus assistant. Ils infectent les plantes avec un spectre d’hôte plus ou moins large et provoquent des pathologies telles qu’une réduction de la croissance allant jusqu’à la déformation, la nécrose, la chlorose, le rabougrissement et même la mort de la plante.

### Classification
On connait une trentaine d'« espèce » de viroïdes qui se répartissent en deux familles 
- La famille des Pospiviroidae qui regroupent 5 genres (pospiviroïdes, hostuviroides, cocadviroides, apscaviroides et coleviroides) et 27 espèces au total. Leur réplication se fait dans le noyau par un mécanisme en cercle roulant asymétrique suivi d’un clivage non-autocatalytique dépendant des RNAses de leur hôte. Ils ont en commun une région centrale du génome, conservée et caractéristique, appelée CCR.

- La famille des Avsunviroidae qui regroupent trois genres (avsunviroïdes, pelamoviroides et elaviroides) et quatre espèces de viroïdes à réplication chloroplastique. Ils se répliquent par un mécanisme de cercle roulant symétrique faisant intervenir des séquences ARN à activité autocatalytique appelées ribozymes « en tête de marteau ». Leur génome ne possèdent pas de région centrale CCR.

### Modes de réplication
La réplication du génome des viroides se déroule dans les chloroplastes ou dans le noyau. Les enzymes qui participent à la réplication sont l’ARN polymérase II ADN-dépendante pour les viroïdes à localisation nucléaire, et l’ARN polymérase NEP (nuclear-encoded, but chloroplast-localized DNA-dependent RNA polymerase) pour les viroïdes localisé dans le chloroplaste. La réplication se fait par un mécanisme de « cercle roulant » symétrique ou asymétrique. Dans les deux cas, il y a synthèse de concatémères d’ARN qui sont ensuite clivés et recircularisés.
La réplication des viroïdes serait favorisée par la lumière et la température, ce qui expliquerait d’une part qu’ils soient principalement impliqués dans des pathologies concernant des plantes tropicales, méditerranéennes ou cultivées sous serre, et d’autre part que les symptômes soient plus graves quand il fait sec ou/et chaud.

## Pouvoir infectieux
Les viroïdes n'affectent que les végétaux aux niveaux d'organisation complexes. Si certains ne causent pas ou peu de dommages apparents chez la plante, d'autres sont responsables du développement de maladies graves.
Comme les viroïdes ne fabriquent aucune protéine, il est difficile de voir comment ils affectent la cellule hôte. L'hypothèse la plus probable est qu'ils perturbent l'expression normale des gènes au niveau des ARN messagers, ce qui affecterait tout le métabolisme cellulaire. Une activité catalytique de type ribozyme a aussi été mise en évidence au moins chez certains virusoïdes, ce qui les qualifie aux yeux de certains chercheurs comme « reliques » du monde à ARN,.

### Transmission
Il y a infection de l’épiderme végétal après un dommage mécanique de la paroi cellulaire (causé par le vent, les animaux, les outils, les machines agricoles, etc.). L’infection peut parfois se transmettre par les graines et le pollen. En général, les viroïdes ne sont pas transmis par des insectes vecteurs.
L’infection d’un végétal se déroule en plusieurs étapes : pénétration dans une cellule, déplacement vers le site de réplication (noyau ou chloroplaste), réplication, contamination des cellules voisines, jusqu’à infection de toute la plante. Contrairement aux virus animaux qui doivent traverser les membranes cellulaires, les virus de plantes progressent de cellule en cellule au niveau des plasmodesmes et se déplacent dans l’ensemble de la plante via les structures vasculaires (phloème).

### Interaction avec les facteurs de l’hôte
Comme les viroïdes ne codent aucune protéine et ne sont pas associés à un virus helper, ils sont totalement dépendants des facteurs de l’hôte pour leur transport et leur réplication. Plusieurs partenaires protéiques des viroïdes ont été identifiés, notamment les polymérases responsables de leur réplication. D’autres facteurs sont connus : la protéine Virp1 (viroid-binding protein 1) permettrait la translocation de l’ARN viroïde PSTVd (potato spindle tuber viroïd, viroïde du tubercule fusiforme de la pomme de terre) dans le noyau et participerait peut-être à la réplication elle-même ou à l’export des ARN. La protéine CsPP2 du concombre (phloem protein 2 from cucumber) possède dans sa structure primaire un motif potentiel qui lie l’ARN viroïde HSVd (hop stunt viroïd) et participerait au transport à longue distance de cet ARN dans la plante.

### Pathogénicité
Les viroïdes ne codent pas de facteurs de virulence à proprement parler. Cependant, ils peuvent modifier l'expression des protéines dans leur cellule-hôte par des mécanismes d'interférence ARN analogue à ceux identifiés pour les microARN et petits ARN interférents. En effet, l'ARN simple brin circulaire du viroïde est structuré en bâtonnet et peut être considéré par la machinerie cellulaire comme un précurseur d'ARN interférents. Les petits ARN alors générés seraient incorporés dans le complexe protéique RISC et le dirigeraient vers des ARNm de la cellule-hôte pour les cliver, les séquestrer ou inhiber leur traduction. Ainsi, le niveau d'expression de certaines protéines serait modifié, ce qui entraînerait les symptômes : modification de l'aspect et de la position des feuilles, accumulation des pigments en haut des feuilles, diminution de la taille de la plante, réduction du nombre de tubercules produits donc baisse du rendement agricole, ralentissement de la germination, et au pire mort de la plante.

## Origine
L'origine des viroïdes reste incertaine. Selon les hypothèses actuelles, ils seraient soit des agents infectieux datant du début de l'apparition de la vie, soit la fine pointe de l'évolution chez les parasites.

## Impact économique des viroïdes
Les viroïdes infectent des plantes économiquement importantes, comme la pomme de terre, la tomate, le concombre, la vigne, les arbres fruitiers, etc. L’infection des végétaux cultivés peut se révéler extrêmement dommageable, les conséquences allant de la perte de rendement jusqu’à la mort de la plante (ex : le viroïde CCVd du cadang-cadang a déjà entraîné la mort de millions de cocotiers). A l’heure actuelle il n’existe aucun traitement contre les infections viroïdaires, si ce n’est la destruction des plantes contaminées. Ainsi, l’infection viroïdaire des semences de pomme de terre produites par les agriculteurs de l’Île-du-Prince-Édouard, au Canada, a conduit les autorités sanitaires américaines à envisager un embargo alors que le commerce des semences canadiennes représente 250 millions de dollars chaque année. Cependant malgré leur côté néfaste, certains viroïdes possèdent un intérêt économique : des agrumes nains (Citrus spp.) peuvent par exemple être obtenus grâce à l’infection par un viroïde.